# 소송 (북송)

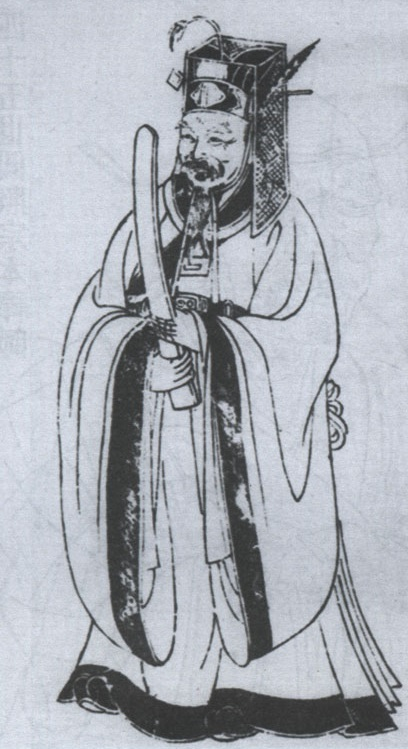
소송의 초상화

소송(蘇頌, 1020년(천희(天禧) 4년) ~ 1101년(건중정국(建中靖國) 원년))은 북송의 재상, 과학자, 수학자, 정치인, 천문학자, 지리학자, 의학자, 동물학자, 식물학자, 시인으로 자는 자용(子容)이다.

## 생애
복건성(福建省) 천주(泉州) 동안현 호로산(同安縣 葫蘆山, 현재의 푸젠성 샤먼시 퉁안 구)에서 소신(蘇紳)의 아들로 태어났으며 어린 시절부터 과학에 흥미를 가졌다고 한다. 그가 태어난 가문은 당나라 말기에 오대십국 가운데 하나인 민(閩)으로 이주한 왕조(王潮, 민의 초대 국왕인 왕심지(王審知)의 형)의 후손으로서 민나라 시기에 크게 성장했다.
1042년(경력(慶曆) 2년) 강소성 강녕현(江蘇省 江寧縣, 현재의 장쑤성 난징시)에 실시된 과거 시험을 통해 왕안석(王安石)과 함께 진사에 급제하면서 관직에 진출했으며 1053년(황우(皇祐) 5년)부터 1062년(가우(嘉祐) 7년)까지 국사관 집현원 교리(國史館 集賢院 校理)로 근무했다. 1062년에는 가정의 재정 문제를 이유로 관직에서 물러났지만 1063년(가우 8년)에 개봉부(開封府, 현재의 허난성 카이펑 시)의 관직으로 복귀했다.
1068년(희녕(熙寧) 원년)에는 지제고(知制誥), 지심형원(知審刑院), 1071년(희녕 4년)에는 무주지주(婺州知州), 1073년(희녕 6년)에는 박주지주(亳州知州)를 역임했으며 1074년(희녕 7년)에는 집현원 학사(集賢院 學士), 1075년(희녕 8년)에는 응천부지부(應天府知府) 겸 남경유수사(南京留守司)를 역임했다. 1076년(희녕 9년)에는 왕안석의 개혁 정책에 반대했다는 이유로 중앙 관직에서 추방당했지만 나중에 복권되었다.
1077년(희녕 10년)에는 좌간의대부(左諫議大夫), 1078년(원풍(元豊) 원년)에는 개봉부지부(開封府知府), 1086년(원우(元祐) 원년)에는 형부상서(刑部尙書)를 차례대로 역임했다. 1077년(희녕 10년)에는 요나라 주재 외교관으로 파견되어 거란의 과학 기술을 북송에 전파했다. 1088년(원우 3년)부터 1092년(원우 7년)까지 천문 기구에 시계를 겸해 설치한 거대한 자동 장치인 수운의상대(水運儀象臺)를 제작했다.
1061년(가우 6년)에는 의학에 사용되는 약초 전문 서적인 《도경본초》(圖經本草, 총 20권, 목록 1권)를 집필했고 1094년(소성(紹聖) 원년)부터 1096년(소성 3년)까지 수운의상대의 설계 과정과 사용법을 설명한 《신의상법요》(新儀象法要, 총 3권)를 집필했다. 그 외의 저서로는 《소위공문집》(蘇魏公文集, 총 72권)이 있다. 사후에 태사(太師), 위국공(魏國公)으로 추증되었으며 북송 조정에서 정간(正簡)이라는 시호를 받았다.

## 사진

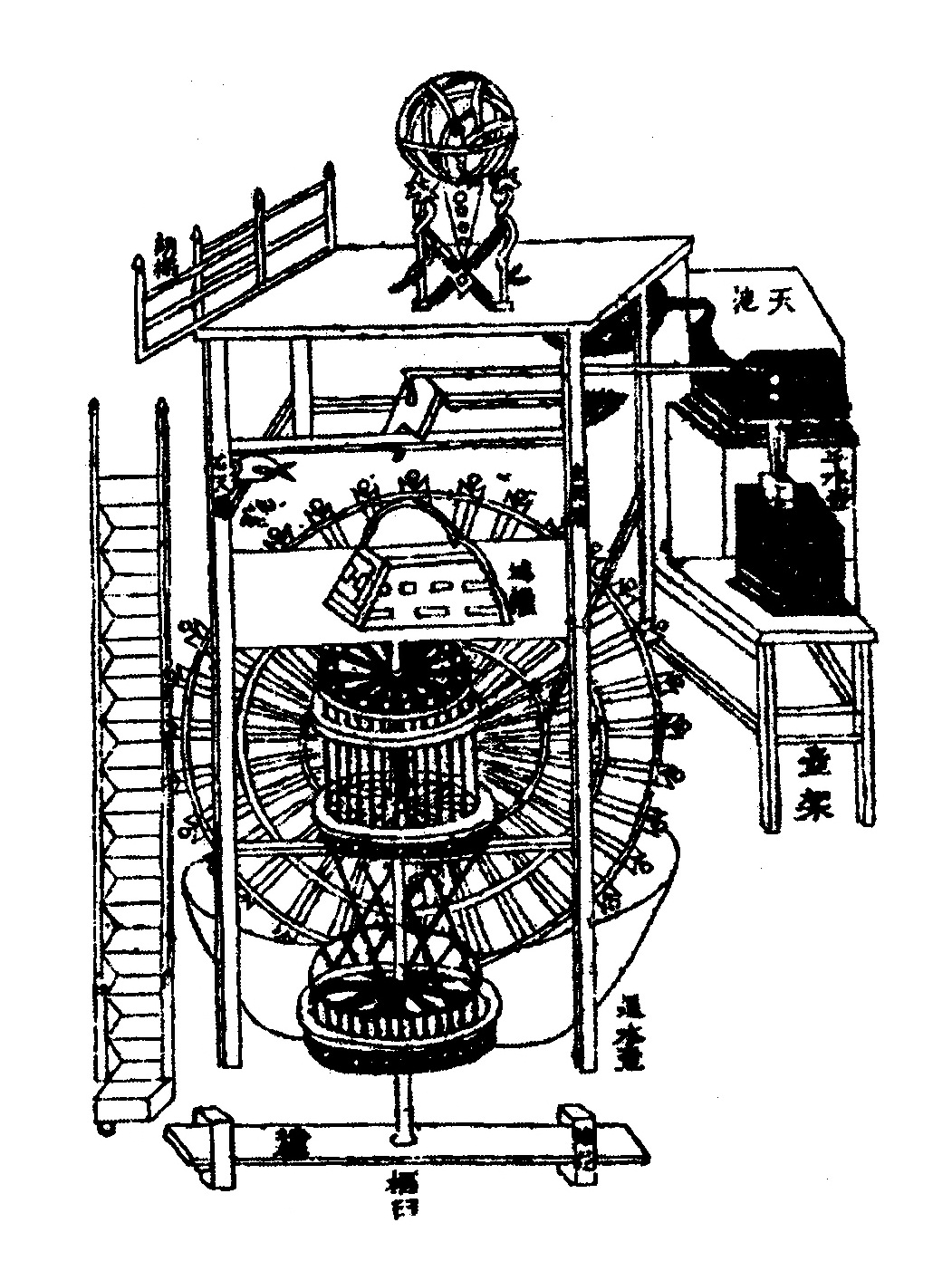
소송의 저서에 등장하는 수운의상대의 구조를 묘사한 그림
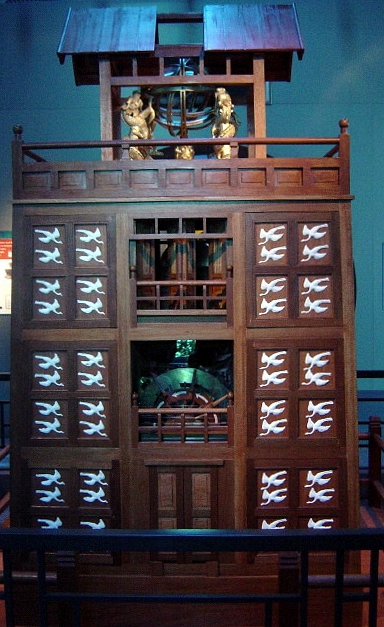
소송이 제작한 수운의상대 모형

## 같이 보기
- 장형 (학자)
- 시계탑
- 물시계
- 광물학자 목록